# Jimmy Gabriel (football)
Pour les articles homonymes, voir Jimmy Gabriel.
Jimmy Gabriel, né le 10 octobre 1940 à Dundee en Écosse et mort le 10 juillet 2021 à Phoenix en Arizona, est un footballeur international écossais, qui évoluait au poste de milieu de terrain. 
Gabriel n'a marqué aucun but lors de ses deux sélections avec l'équipe d'Écosse entre 1960 et 1963.

## Palmarès
Everton FC
- Vainqueur de la Coupe d'Angleterre en 1966